# ひとつ (Sindyの曲)
ひとつは、日本・韓国の歌手、Sindyのファーストシングルである。2010年4月21日にリリースしている。

## 概要
- 日本、中国、韓国、台湾の4カ国で行われたオーディションによって選出された女性アーティストのデビューシングル。
- タイトル曲「ひとつ」のプロデュースに、数多くのアーティストのプロデューサーとして活躍する武部聡志、作詞作曲には「ハナミズキ」を始め多くのアーティストに楽曲を提供しているマシコタツロウを迎えた。
- カップリング「私の虹」では作詞に一青窈を迎えた。
- 「ひとつ」は朝日放送テレビ・テレビ朝日系　全国ネット「たけしの健康エンターテインメント!みんなの家庭の医学」4月〜6月エンディングテーマにタイアップされた。

## 収録曲
1. ひとつ
  - 作詞・作曲：マシコタツロウ／編曲：武部聡志
  - 朝日放送テレビ・テレビ朝日系全国ネット「たけしの健康エンターテインメント!みんなの家庭の医学」4月〜6月エンディングテーマ
2. 泣いてもいいんだな…
  - 作詞：高橋桂子／作曲:マシコタツロウ・高橋桂子／編曲：武部聡志
3. 私の虹
  - 作詞：一青窈／作曲・編曲：マシコタツロウ